# Орган Биддера
О́рган Би́ддера — орган половой системы у самцов и самок жаб (Bufonidae). Развивается на стадии раннего головастика. Обладает округлой формой и коричневой окраской. У самцов располагается над семенниками, под жировым телом. Традиционно рассматривается как рудиментарный яичник, однако развитие органа Биддера у самок жаб с нормальными яичниками указывает на неполную гомологию. Функции органа не установлены, высказываются предположения об участии в эндокринной регуляции. Название дано в честь российского анатома Фридриха Биддера (1810—1894).